# Chionaema peregrina
Chionaema peregrina är en fjärilsart som beskrevs av Walker 1854. Chionaema peregrina ingår i släktet Chionaema och familjen björnspinnare. Inga underarter finns listade i Catalogue of Life.